# Liebigstraße 8 (Heilbronn)

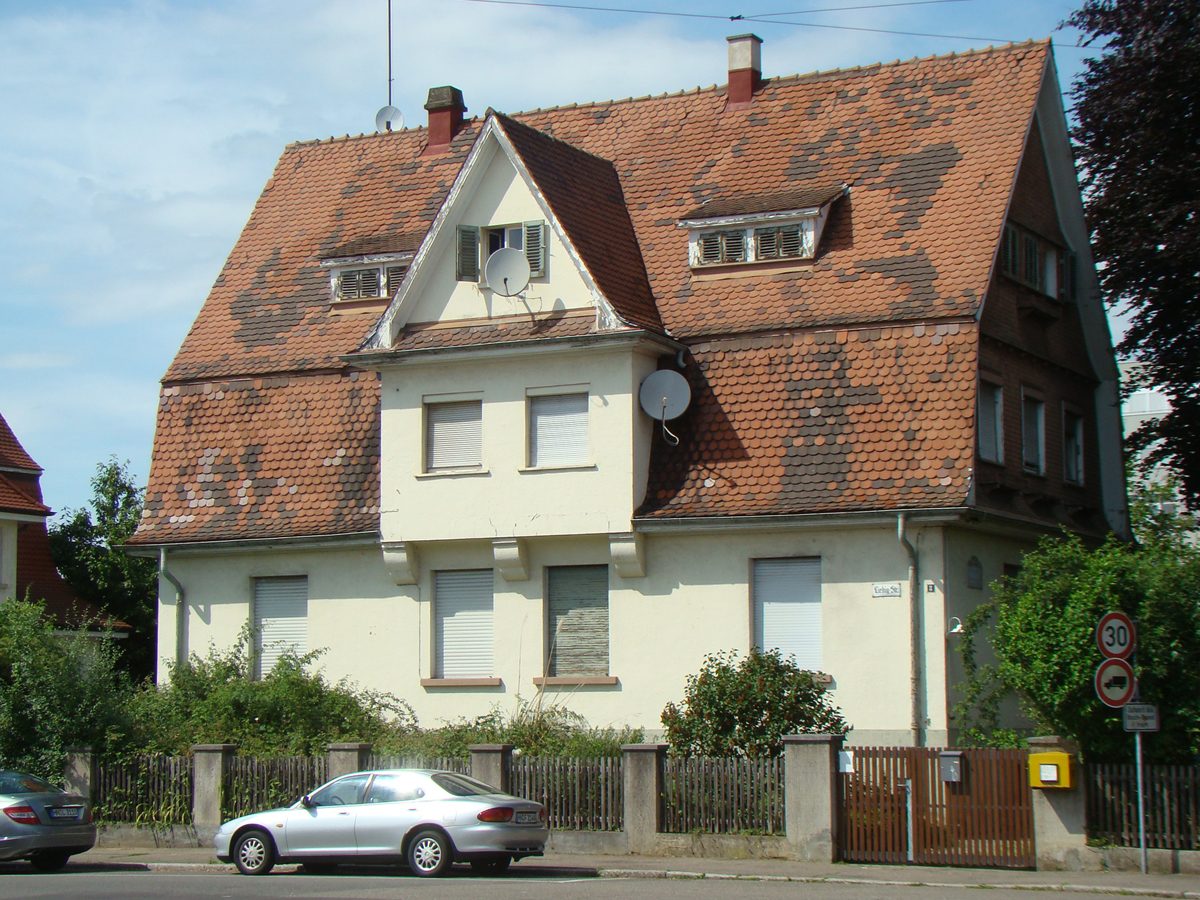
Haus Liebigstraße 8 in Heilbronn

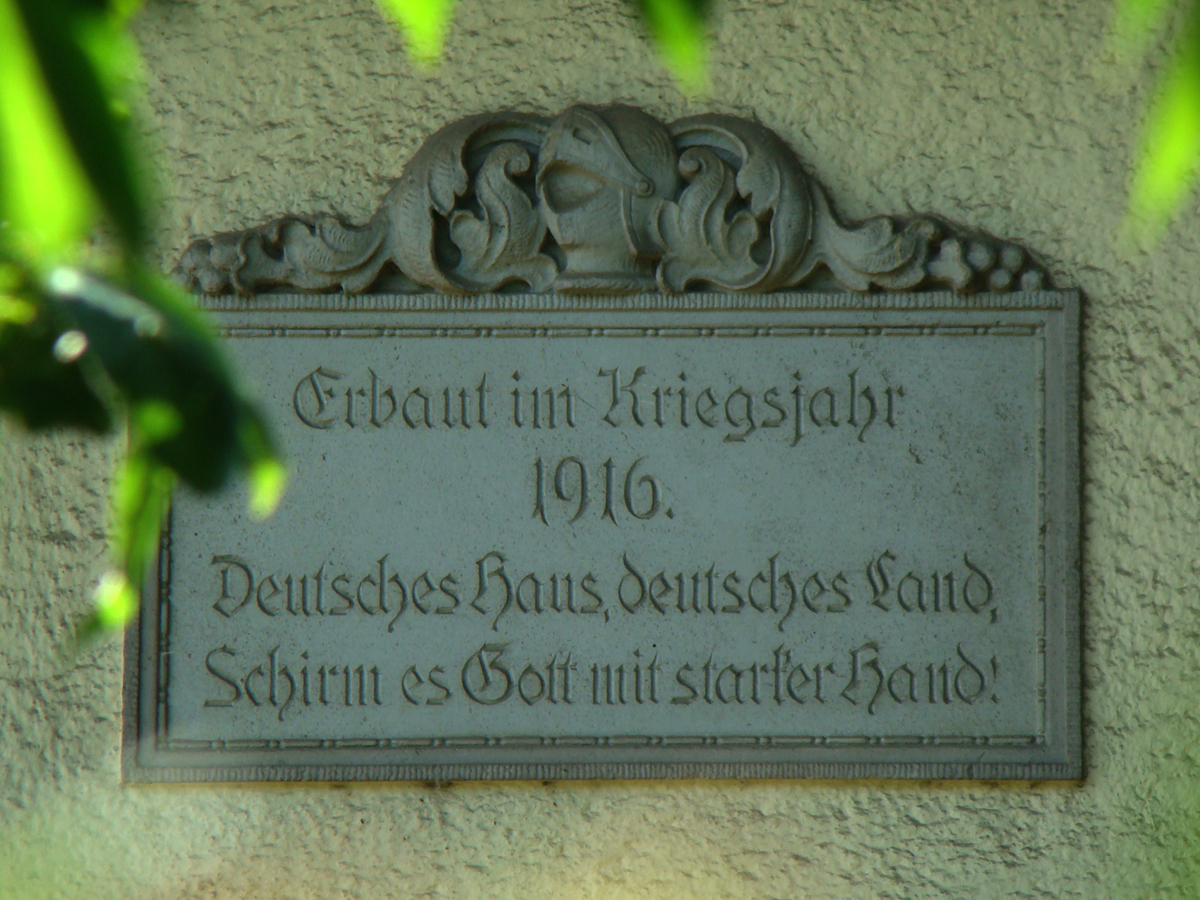
Erinnerungstafel

Das Haus Liebigstraße 8 ist ein denkmalgeschütztes Gebäude in Heilbronn.

## Beschreibung
Das traufständige Haus mit Mansarddach und Zwerchgiebel an der Liebigstraße 8 wurde 1916 für die höheren Angestellten der Knorr AG nach Plänen des Architekten Theodor Moosbrugger im Heimatstil erbaut. Am Gebäude befindet sich eine Erinnerungstafel mit dem Text Erbaut im Kriegsjahr 1916. Deutsches Haus, deutsches Land, schirm es Gott mit starker Hand.

## Geschichte
1950 bewohnten das Gebäude der Ingenieur Wilhelm Wagner und der Betriebsleiter Rudolf Kleinsteuber. 1961 wohnte neben Wagner der Diplom-Ingenieur Rudolf Ensinger in dem Gebäude.